# Itainópolis
Itainópolis là một đô thị thuộc bang Piauí, Brasil. Đô thị này có diện tích 810,752 km², dân số năm 2007 là 11079 người, mật độ 13,67 người/km².